# Az Amerikai Egyesült Államok közlekedési minisztereinek listája
Az Amerikai Egyesült Államok közlekedési minisztere a Közlekedési Minisztérium vezetője, tagja az Egyesült Államok kabinetjének és az elnök első számú közlekedési tanácsadója. Tizennegyedik az elnöki utódlási sorrendben.
A miniszter több, mint 55 ezer munkavállalóért és tizenhárom ügynökségért felelős, beleértve a Szövetségi Légiközlekedési Adminisztráció, a Szövetségi Autópálya Adminisztráció, a Szövetségi Vasutas Adminisztráció és a Szövetségi Autópályabiztonsági Adminisztráció.
2025. január 28. óta a miniszter Sean Duffy.

## Közlekedési miniszterek
| Hely | Kereskedelmi miniszter | Kereskedelmi miniszter         | Kereskedelmi miniszter | Állam          | Hivatali idő kezdete | Hivatali idő vége    | Elnök | Elnök             |
| Hely | Portré | Név                            | Párt                   | Állam          | Hivatali idő kezdete | Hivatali idő vége    | Párt  | Név               |
| ---- | --- | ------------------------------ | ---------------------- | -------------- | -------------------- | -------------------- | ----- | ----------------- |
| 1    | Black-and-white photo of a balding man in a suit and striped tie                                                                    | Alan S. Boyd                   |                        | Florida        | 1967. január 16.     | 1969. január 20.     |       | Lyndon B. Johnson |
| 2    | Black-and-white photo of man in a suit and black tie                                                                                | John Volpe                     |                        | Massachusetts  | 1969. január 22.     | 1973. február 2.     |       | Richard Nixon     |
| 3    | Color photo of a bald man wearing glasses and a suit with a striped tie                                                             | Claude Brinegar                |                        | Kalifornia     | 1973. február 2.     | 1975. február 1.     |       | Richard Nixon     |
| 3    | Color photo of a bald man wearing glasses and a suit with a striped tie                                                             | Claude Brinegar                | Gerald R. Ford         | Kalifornia     | 1973. február 2.     | 1975. február 1.     |       |                   |
| 4    | Black-and-white photo of an African American man in a suit wearing glasses looking to his left                                      | William Thaddeus Coleman Jr.   |                        | Pennsylvania   | 1975. március 7.     | 1977. január 20.     |       |                   |
| 5    | Black-and-white photo of a man in a suit smiling                                                                                    | Brock Adams                    |                        | Washington     | 1977. január 23.     | 1979. július 20.     |       | Jimmy Carter      |
| 6    | Black-and-white photo of a man with a wide smile and short curly hair wearing a light-colored suit                                  | Neil Goldschmidt               |                        | Oregon         | 1979. augusztus 15.  | 1981. január 20.     |       | Jimmy Carter      |
| 7    | Black-and-white photo of a man wearing a suit sitting at a desk with his hands folded on it and the DOT logo and US flag behind him | Andrew L. Lewis Jr.            |                        | Pennsylvania   | 1981. január 23.     | 1983. február 1.     |       | Ronald Reagan     |
| 8    | Smiling woman wearing earrings and a red shirt                                                                                      | Elizabeth Dole                 |                        | Kansas         | 1983. február 7.     | 1987. szeptember 30. |       | Ronald Reagan     |
| 9    | Black-and-white photo of a man in a suit and combed-over hair with the US flag behind him                                           | James H. Burnley IV            |                        | Észak-Karolina | 1987. december 3.    | 1989. január 20.     |       | Ronald Reagan     |
| 10   | Smiling man with thinning hair wearing a suit and a blue tie with the US flag behind him                                            | Samuel K. Skinner              |                        | Illinois       | 1989. február 6.     | 1991. december 13.   |       | George H. W. Bush |
| 11   | Smiling man wearing a suit and a red tie                                                                                            | Andrew Card                    |                        | Massachusetts  | 1992. február 24.    | 1993. január 20.     |       | George H. W. Bush |
| 12   | Hispanic man with large glasses and black hair with the US flag behind him                                                          | Federico Peña                  |                        | Colorado       | 1993. január 21.     | 1997. február 14.    |       | Bill Clinton      |
| 13   | African American man with short hair and a short mustache                                                                           | Rodney E. Slater               |                        | Arkansas       | 1997. február 14.    | 2001. január 20.     |       | Bill Clinton      |
| –    | Acting United States Secretary of Transportation                                                                                    | Mortimer L. Downey (megbízott) |                        | Virginia       | 2001. január 20.     | 2001. január 25.     |       | George W. Bush    |
| 14   | Older Japanese American man with glasses wearing a suit with a red tie with the US flag behind him                                  | Norman Mineta                  |                        | Kalifornia     | 2001. január 25.     | 2006. augusztus 7.   |       | George W. Bush    |
| –    | Acting United States Secretary of Transportation                                                                                    | Maria Cino (megbízott)         |                        | New York       | 2006. augusztus 7.   | 2006. október 17.    |       | George W. Bush    |
| 15   | Woman with long brown hair with the US flag behind her                                                                              | Mary Peters                    |                        | Arizona        | 2006. október 17.    | 2009. január 20.     |       | George W. Bush    |
| 16   | | Ray LaHood                     |                        | Illinois       | 2009. január 23.     | 2013. július 2.      |       | Barack Obama      |
| 17   | Mayor Anthony Foxx, Charlotte NC | Anthony Foxx                   |                        | Észak-Karolina | 2013. július 2.      | 2017. január 20.     |       | Barack Obama      |
| –    | | Michael Huerta (megbízott)     |                        | Kalifornia     | 2017. január 20.     | 2017. január 31.     |       | Donald Trump      |
| 18   | | Elaine Chao                    |                        | Kentucky       | 2017. január 31.     | 2021. január 11.     |       | Donald Trump      |
| –    | | Steven G. Bradbury (megbízott) |                        | Oregon         | 2021. január 12.     | 2021. január 20.     |       | Donald Trump      |
| –    | | Lana Hurdle (megbízott)        |                        | Virginia       | 2021. január 20.     | 2021. február 3.     |       | Joe Biden         |
| 19   | | Pete Buttigieg                 |                        | Indiana        | 2021. február 3.     | 2025. január 20.     |       | Joe Biden         |
| –    | | Judith Kaleta (megbízott)      |                        |                | 2025. január 20.     | 2025. január 28.     |       | Donald Trump      |
| 20   | | Sean Duffy                     |                        | Wisconsin      | 2025. január 28.     | hivatalban           |       | Donald Trump      |

## Utódlási sorrend
A jelenlegi utódlási sorrend:
1. Helyettes közlekedési miniszter
2. Közlekedéspolitikai miniszter
3. Jogtanácsos
4. Költségvetési és programügyi miniszterhelyettes
5. Közlekedéspolitikai miniszterhelyettes
6. Kormányügyi miniszterhelyettes
7. Légiközlekedési és nemzetközi ügyekkel foglalkozó miniszterhelyettes
8. Adminisztrációs miniszterhelyettes
9. Szövetségi Autópálya Adminisztráció adminisztrátora
10. Szövetségi Légiközlekedési Adminisztráció adminisztrátora
11. Szövetségi Kamionbiztonsági Adminisztráció adminisztrátora
12. Szövetségi Vasutas Adminisztráció adminisztrátora
13. Szövetségi Közlekedési Adminisztráció adminisztrátora
14. Tengerészeti Adminisztráció adminisztrátora
15. Veszélyes Anyag és vezetékbiztonsági Adminisztráció adminisztrátora
16. Nemzeti Autópályabiztonsági Adminisztráció adminisztrátora
17. Kutatásért és Innovatív Technológiáért felelős Adminisztráció adminisztrátora
18. Saint Lawrence Víziút-fejlesztési Vállalat adminisztrátora
19. Regionális Adminisztrátor, Déli Régió
20. Igazgató, Erőforrásközpont, Lakewood, Colorado, Szövetségi Autópálya Adminisztráció
21. Regionális Adminisztrátor, Északnyugati Hegyvidéki Térség, Szövetségi Légiközlekedési Adminisztráció